# Can't Nobody
Can't Nobody è il terzo estratto dall'album Simply deep di Kelly Rowland, nonché il suo quarto singolo solista. È la prima uptempo della cantante (escludendo i singoli rap Separated e Dilemma), e raggiunge la posizione numero 5 della chart britannica, diventando di fatto un buon successo commerciale.
Il remix più famoso della canzone reca il featuring del rapper Lil' Flip, mentre ve n'è uno meno noto con Young Buck.

## Formati di distribuzione
CD Internazionale singolo
1. "Can't Nobody (Album Version)"
2. "Can't Nobody [Cedsolo HipHop Remix]"
3. "Can't Nobody" (featuring Lil' Flip)
4. "Can't Nobody" (featuring Jakk Frost)
5. "Can't Nobody [Silk-Mix.com 80's HipHop-Flava 12]"
6. "Can't Nobody" (Video)

CD Internazionale singolo II
1. "Can't Nobody" (Radio Edit)
2. "Can't Nobody [Silkmix House Mix Pt. 1&2 Edit]"
3. "Can't Nobody [Maurice's Nu Soul Mix Edit]"
4. "Can't Nobody [Charlie's Nu Soul Mix]"

US 12" Singolo
Side A
1. "Can't Nobody" (Album Version)
2. "Can't Nobody" (Instrumental)
3. "Cant' Nobody" (A Capella)
4. "Can't Nobody" (Maurice's Nu Soul Mix)

Side B
1. "Can't Nobody" (Charlie's Nu Soul Mix)
2. "Can't Nobody" (Charlie's Nu Soul Mix Instrumental)
3. "Can't Nobody" (Azza's Nu Soul Mix)

US 12" Promo
Side A
1. "Can't Nobody" (SilkMix.com House Mix Pt. 1 & 2)

Side B
1. "Can't Nobody" (SilkMix.com Retro-House Remix)
2. "Can't Nobody" (SilkMix.com Retro-House Instrumental)

US CD Promo
1. "Can't Nobody" (Radio Edit)
2. "Can't Nobody" (Instrumental)
3. "Can't Nobody" (A capella)

UK CD singolo I
1. "Can't Nobody"
2. "Can't Nobody" [Cedsolo Hip Hop Remix]
3. "Stole" [La Nu Soul Mix]
4. "Can't Nobody" (Video)

UK 12" Singolo
Side A
1. "Can't Nobody" (Album Version)
2. "Can't Nobody" (Cedsolo Hip Hop Remix)
3. "Can't Nobody" (Cedsolo Hip Hop Remix Instrumental)

Side B
1. "Can't Nobody" (featuring Jakk Frost)
2. "Can't Nobody" (featuring Lil' Flip)
3. "Can't Nobody" (Album Instrumental)

## Tempi e luoghi di uscite
| Region | Date            |
| ------ | --------------- |
| USA    | 4 febbraio 2003 |
| UK     | 18 marzo 2003   |
| MONDO  | 28 aprile 2003  |

## Classifiche
| Chart (2003)                                 | Peak position |
| -------------------------------------------- | ------------- |
| Official Singles Chart                       | 5             |
| Australia                                    | 13            |
| Irish Singles Chart                          | 15            |
| Paesi Bassi                                  | 24            |
| Danimarca                                    | 18            |
| Svizzera                                     | 37            |
| Nuova Zelanda                                | 38            |
| U.S. Billboard Top 40 Mainstream             | 40            |
| Belgio (Vallonia)                            | 40            |
| Belgio (Fiandre)                             | 46            |
| Giappone J-Wave Tokio Hot 100                | 63            |
| German Singles Chart                         | 66            |
| U.S. Billboard Hot R&B/Hip-Hop Singles Sales | 68            |
| U.S. Billboard Hot R&B/Hip-Hop Songs         | 72            |
| U.S. Billboard Hot R&B/Hip-Hop Airplay       | 75            |
| U.S. Billboard Hot 100                       | 97            |